# Spamalot
A Spamalot („Spamalot, amely a világhírű Gyalog galopp címen ismertté vált filmből gyengéd érzéssel lenyúlatott”) című musical alapvetően a Monty Python társulat Gyalog galopp című filmjének zenés átirata. A cselekmény megtartása mellett azonban egyben musicalparódia is más ismert zenés színművek motívumainak felhasználásával. A darabot Eric Idle, a Monty Python egyik tagja írta színpadra, aki egyben a zeneszerzésben is részt vállalt. A musical jellegének – nagy költségvetésű, könnyeden szórakoztató – megfelelően az eredeti abszurd humor kissé átalakul direkt humorrá. Az ősbemutató 2005 márciusában New Yorkban volt, 2006 októberében a londoni Palace Theatre is műsorra tűzte, majd 2009. szeptember 25-én a Madách Színház adta elő Magyarországon.
Minden nemzet saját változata lehetőséget kapott egy szám átírására, hogy saját országára alkalmazhassa. Ez a rész akkor jön el, amikor az eredetiben Artúr zsidókat keres, hogy bejusson a Broadway-re. Magyarországon Artúr magyarokat keres, hogy a Madáchban felléphessen, a szám címe „Magyarok nélkül a Madáchban semmire sem mész”.

## Szereposztás
A szereposztás különleges két szempontból is. Három különböző szereposztással fut a darab, ugyanakkor az egyes színészek több szerepet játszanak a darabban. Ez utóbbi a Monty Python hagyományából fakad, amelynek filmjeiben szintén minden szereplő több alakot formál meg.

## Magyar változat

### Szereplők
- Artúr király – Barát Attila, Szerednyey Béla, Szervét Tibor
- Tó úrnője (Ginevra) – Balogh Anna, Molnár Szilvia, Polyák Lilla
- Sir Galahad, Fekete lovag, Concorde – Nagy Sándor, Posta Viktor
- Sir Galahad, Fekete lovag, Herbert herceg apja – Feke Pál
- Sir Lancelot, Francia gúnyolódó, Fő-NI lovag, Tim, a varázsló – Hajdu Steve, Nagy Balázs
- Sir Robin, I. Őr, Maynard testvér – Arany Tamás, Szente Vajk, Weil Róbert
- Patsy, II. Őr – Barát Attila, Ömböli Pál, Sándor Dávid
- Herbert herceg, Történész, Élek még Fred, Dalnok – Ádok Zoltán, Hujber Ferenc, Serbán Attila
- Sir Bedevere, Galahad anyja, Herbert herceg apja, Szerzetes – Barabás Kiss Zoltán, Galbenisz Tomasz
- Mongol elöljáró I., Kevin, Béka I., NI lovag, Dalnok II., Sir Gawain – Horváth Andor, Németh Gábor
- Mongol elöljáró II., Béka II., NI lovag, Dalnok III. – Ress Hajnalka, Fekete Linda

### Alkotók
- Karmester: Kocsák Tibor, Silló István, Zádori László

- Rendező: Szirtes Tamás
- Díszlettervező: Rózsa István
- Jelmeztervező: Rományi Nóra
- Koreográfus: Tihanyi Ákos
- Zenei vezető: Kocsák Tibor
- Dramaturg: Springer Márta
- Szcenikus: Szűcsborus János
- Korrepetitor: Axmann Péter, Lovas Gabriella
- Koreográfus-asszisztens: Molnár Ferenc

## Hanganyag magyarul, CD-felvétel
- Eric Idle–John Du Prez: Spamalot. Monty Python lefordíthatatlan című musicalje, amely a világhírű Gyalog Galopp címen ismertté vált filmből, gyengéd érzéssel lenyúlatott; Madách Színház, Bp., 2009